# Rafael Guilisasti
Rafael Guilisasti Gana (Santiago, 18 de septiembre de 1953) es un profesor, empresario y dirigente gremial chileno, presidente de la Confederación de la Producción y del Comercio (CPC), la principal organización empresarial de su país, entre 2008 y 2010.
Vinculado a la gestión y propiedad de Viña Concha y Toro, entre 2005 y 2011 ocupó la primera vicepresidencia de la Sociedad de Fomento Fabril (Sofofa), ente que agrupa a los industriales de Chile.
Desde 2015 ocupa la presidencia de tres de las sociedades cascada ligadas al control de la Sociedad Química y Minera de Chile (SQM)

## Primeros años y familia
Nacido como el segundo de los siete hijos del matrimonio formado por Eduardo María Guilisasti Tagle (de ascendencia vasca y de una de las familias fundadoras de la comuna de Providencia) y María Isabel Gana Morandé, creció en un ambiente más bien conservador. Pese a ello, devino en simpatizante de la izquierda, influenciado por su paso por el progresista Saint George's College de la capital en un periodo de extrema polarización de la sociedad chilena.
Contrajo matrimonio civil el 22 de septiembre de 1987 en Providencia con Patricia del Carmen Walker Gana, (hija de José Martínez Walker Herreros y Margarita María Julia Gana Lyon, nieta del político y diplomático Domingo Gana Cruz) con quien fue padre de dos hijas, Sofía y Patricia. Entre sus primos se cuentan Octavio Errázuriz, embajador de Chile en los Estados Unidos en 1989-1990, y Josefa Errázuriz, alcaldesa de la comuna de Providencia.

## Actividad política
En 1969 se convirtió en uno de los miembros fundadores del Movimiento de Acción Popular Unitaria (MAPU), facción radical de democratacristianos que optó por escindirse de la tienda y que apoyó al socialista Salvador Allende durante el Gobierno de la Unidad Popular (1970-1973).
Trabó entonces amistad con personajes que más tarde ocuparían altos cargos en los gobiernos de la centroizquierdista Concertación de Partidos por la Democracia, como José Joaquín Brunner, Enrique Correa, José Miguel Insulza, Jaime Gazmuri, Eugenio Tironi, Luis Maira, Jorge Marshall y José Antonio Viera-Gallo.
Según cercanos, desde temprano comulgó con conceptos más bien liberales, lo que lo acercó a hombres como Brunner. En ese contexto, rechazó una salida violenta para la dictadura de Augusto Pinochet. Para el plebiscito de 1988 votó No.
Su perfil "rebelde", según su propia descripción, lo llevó a ingresar a la carrera de licenciatura en historia en la Pontificia Universidad Católica de la capital, profesión que nunca ejerció. Su tesis versó sobre la incorporación de la mujer al mercado laboral en distintas etapas de la historia de su país.
Desde el año 2011 hasta el 3 de septiembre de 2015 Rafael Guilisasti fue consejero de la Corporación de Fomento de la Producción (Corfo), como representante del Presidente de la República en este Consejo. Dado que su renuncia precedió su nombramiento como presidente del directorio de las sociedades cascadas (empresas controladoras de SQM con quien Corfo tiene un juicio arbitral por incumplimientos en el contrato de explotación de salares), el 29 de septiembre de 2015 Corfo solicitó a la Contraloría General de la República se pronuncie sobre si Rafael Guilisasti incumplió o no normas de probidad y actuación exenta de conflictos de interés al momento de asumir la presidencia de estas sociedades.
En octubre de 2013 fue uno de los fundadores del movimiento político Fuerza Pública, encabezado por el economista independiente Andrés Velasco.

## Actividad empresarial

### En Viña Concha y Toro
Siendo aún joven se incorporó a la industria vitivinícola, a la que su familia había llegado a comienzos de la década de 1960 a través de la propiedad de Concha y Toro, hasta entonces manejada por distintas ramas de la familia local Concha. Entre 1976 y 1977 laboró como supervisor de ventas de la empresa en el mercado doméstico y entre 1980-1981 colaboró en la unidad de exportaciones. Ejerció como gerente de esta última entre mediados de los '80 y 1998, periodo de gran expansión de los envíos del país.
Durante su gestión como gerente, el total exportado por la compañía creció de US$ 5 millones (en 1985) a unos US$ 100 millones (en 1998).
En lo sucesivo, asumiría la gerencia general y presidencia de Emiliana (1986-2011 y desde 2011, respectivamente), viña mayoritariamente enfocada hacia las exportaciones, así como la vicepresidencia de la matriz (en 1998).

### En los gremios
Entre 1996 y 2003 fue presidente de la Asociación de Exportadores y Embotelladores de Vinos de su país, entidad que en 1999 cambió su nombre por el de Asociación de Viñas de Chile.
En 2008 arribó a la CPC desde la Sofofa, ente del que ocupó la primera vicepresidencia entre 2005 y 2011.
Durante su mandato en la CPC tuvo lugar la crisis financiera derivada de la quiebra del banco estadounidense Lehman Brothers, la cual colocó a la economía mundial en su peor momento desde la década de 1930. En Chile ello repercutió en una caída del producto y en un alza del desempleo.
Entre marzo de 2014 y abril de 2015 ocupó la segunda vicepresidencia de Sofofa. En septiembre de 2015, en tanto, asumió la presidencia de tres de las sociedades cascada ligadas al control de la SQM (Norte Grande, Oro Blanco, Pampa Calichera).

### En los medios
Guliisasti también integra el directorio de Ediciones Giro País, empresa editora del periódico web El Dínamo, fundado por Sebastián Iglesias hoy Sebastián Sichel, candidato a alcalde por la comuna de Ñuñoa y excandidato presidencial.

## Nota
1. ↑  La esposa de Viera-Gallo, María Teresa Chadwick Piñera, fue quien en Italia le presentó a quien después sería su esposa.